# Donato Sabia
Donato Sabia (ur. 11 września 1963 w Potenzy, zm. 7 kwietnia 2020 tamże) – włoski lekkoatleta specjalizujący się w długich biegach sprinterskich oraz biegach średniodystansowych, dwukrotny uczestnik letnich igrzysk olimpijskich (Los Angeles 1984, Seul 1988). Halowy mistrz Europy z Göteborga (1984) w biegu na 800 metrów.
Zmarł na COVID-19 podczas światowej pandemii tej choroby.

## Sukcesy sportowe
- mistrz Włoch w biegu na 400 m – 1984
- trzykrotny mistrz Włoch w biegu na 800 m – 1983, 1984, 1988[3]
- dwukrotny halowy mistrz Włoch w biegu na 400 m – 1984, 1989[4]

| Rok  | Miasto      | Zawody                      | Konkurencja        | Wynik       |
| ---- | ----------- | --------------------------- | ------------------ | ----------- |
| 1983 | Helsinki    | mistrzostwa świata          | sztafeta 4 × 400 m | 5. miejsce  |
| 1984 | Göteborg    | halowe mistrzostwa Europy   | bieg na 800 m      | złoty medal |
| 1984 | Los Angeles | letnie igrzyska olimpijskie | bieg na 800 m      | 5. miejsce  |
| 1988 | Seul        | letnie igrzyska olimpijskie | bieg na 800 m      | 7. miejsce  |

## Rekordy życiowe
- bieg na 400 metrów – 45,73 – Mediolan 09/06/1984
- bieg na 400 metrów (hala) – 46,52 – Turyn 11/02/1989
- bieg na 500 metrów – 1:00,08 – Busto Arsizio 26/05/1984 (były rekord świata)[5]
- bieg na 600 metrów – 1:15,33 – San Diego 30/07/1984
- bieg na 600 metrów (hala) – 1:15,77 – Genua 04/02/1984 (rekord Włoch)
- bieg na 800 metrów – 1:43,88 – Firenze 13/06/1984
- bieg na 800 mwetrów (hala) – 1:47,77 – Turyn 11/02/1984